# Люсьєн Габбард
Люсьєн Габбард (англ. Lucien Hubbard; 22 грудня 1888 — 31 грудня 1971) — американський кінопродюсер, режисер та сценарист.

## Життєпис
Люсьєн Габбард здобув славу після створення фільму «Крила», за яку отримав першу премію Американської кіноакадемії за найкращий фільм. Люсьєн створив понад сто фільмів протягом своєї кар'єри. Він жив в одному будинку на Беверлі-Гіллз аж до своєї смерті; він був завзятим гравцем в поло і часто їздив верхи.
До приїзду в Лос-Анджелес, він був нічним редактором The New York Times. Він написав п'ять сценаріїв і вирішив переїхати до Голлівуду, щоб спробувати продати їх; він продав три з них і в 1923 році його кар'єра була розпочата. Він відкрив і виховав багато талантів упродовж життя і був відомий як дуже щедра людина для гарних письменників. Він мав двох дочок, Бетті й Джанет, і сина, Гарлана Габбарда, який став відомим художником і письменником.
Габбард був двічі номінований на премію «Оскар» за найкращий сюжет (Зоряний свідок (1931) і Розумні гроші (1931)).
Люсьєн Габбард помер 31 грудня 1971 року в Беверлі-Гіллз, Лос-Анджелес, Каліфорнія.

## Фільмографія
- Альпіністи / The Climbers (1919) (сценарист)
- Поза законом / Outside the Law (1920) (сценарист)
- Лисиця / The Fox (1921) (сценарист)
- Пастка / The Trap (1922) (сценарист)
- Громове стадо / The Thundering Herd (1925) (сценарист)
- Крила / Wings (1927) (продюсер)
- Роза-Марія / Rose-Marie (1928) (режисер)
- Таємничий острів / The Mysterious Island (1929) (режисер, сценарист)
- Розумні гроші / Smart Money (1931) (сценарист)
- Чоловік індіанки / The Squaw Man (1931) (сценарист)
- Зоряний свідок / The Star Witness (1931) (сценарист)
- Жінки в його житті / The Women in His Life (1933) (продюсер)
- Лінива річка / Lazy River (1934) (продюсер і сценарист)
- Вбивство в приватному автомобілі / Murder in the Private Car (1934) (продюсер)
- Сімейна справа / A Family Affair (1937) (продюсер)
- Надмірно захоплений! / Gung Ho! (1943) (сценарист)